# Centamt
Ein Centamt war eine Rechtsinstitution des Mittelalters und der frühen Neuzeit. Seine Kernaufgabe war die Ausübung der Hochgerichtsbarkeit.

## Definition
Centämter waren Gerichts- und Verwaltungsbehörden im Heiligen Römischen Reich (HRR), die mit der Wahrnehmung der Hochgerichtsbarkeit betraut waren. Zu ihren Kompetenzbereichen gehörten die Strafverfolgung und die Strafgerichtsbarkeit. Wie im HRR auch in anderen Rechtsbereichen üblich, nahmen Centämter sowohl exekutive als auch judikative Aufgaben wahr. Die Wirkungskreise der Centämter waren fest umrissen und völlig losgelöst von der sonstigen staatlichen Organisation.
Das Bestimmungswort des Centamtes wurde von lateinisch centum (hundert) abgeleitet, was auf die Zeit der Fränkischen Landnahme zurückging. In dieser Zeit erfolgte die Ansiedlung der Kolonisten nach Hundertschaften. Die Bezeichnung Centamt wurde hauptsächlich von den geistlichen Fürstentümern (wie etwa dem Hochstift Bamberg oder dem Hochstift Würzburg) im HRR benutzt, ihr Pendant in den weltlichen Territorien (z. B. der Reichsstadt Nürnberg oder den Markgraftümern Brandenburg-Ansbach und Brandenburg-Bayreuth) war in der Regel das Fraischamt.